# ساباودیا
ساباودیا (به ایتالیایی: Sabaudia) یک کومونه در ایتالیا است که در استان لاتینا واقع شده‌است.

## خصوصیات
ساباودیا ۱۴۴ کیلومترمربع مساحت و ۱۸٬۸۱۲ نفر جمعیت دارد و ۱۷ متر بالاتر از سطح دریا واقع شده‌است.

## خواهرخوانده
شهرهای سن مدردان ژل و ال بندری خواهرخوانده‌های ساباودیا هستند.